# Інститут проблем штучного інтелекту МОН України та НАН України
Інститут проблем штучного інтелекту Національної Академії Наук України — науково-дослідний заклад в Україні. До 2011 року мав назву «Інститут проблем штучного інтелекту НАН і МОН України» та підпорядковувався Державному університету інформатики і штучного інтелекту.
В інституті фундаментально-теоретичними та прикладними дослідженнями в галузі штучного інтелекту займаються понад 30 співробітників.
Основними напрямками наукової діяльності інституту є:
- створення інтелектуальних інтерфейсів і комп'ютерів нового покоління;
- дослідно-конструкторські розробки;
- створення робототехнічних систем і комп'ютерів нової генерації;
- вирішення загальнотеоретичних і прикладних проблем штучного інтелекту;
- комп'ютерна обробка і розпізнавання мовних і зорових образів;
- створення природномовних інтерфейсів сучасних комп'ютерів та розпізнавання мовних образів;
- впровадження елементів штучного інтелекту при створенні інтелектуальних роботів;
- впровадження сучасних комп'ютерних технологій: до медико-біологічних досліджень функціональних можливостей людського мозку; до сфери освіти (створення інтелектуальних інформаційно-навчальних систем і розробка комп'ютерних підручників та навчальних посібників); до сфери психофізіологічних досліджень інтелектуальної діяльності людини (розробка тестів для визначення загального рівня й кількісної оцінки інтелекту).

В інституті інтенсивно ведуться розробки комп'ютерів нового покоління з розвинутим інтелектуальним інтерфейсом та інтелектуально-механічних роботів цільового призначення.
Інститут розташовувався в Донецьку. Після російської збройної агресії на сході України був переміщений до Києва.